# Tribunal Superior de Justicia de Extremadura
El Tribunal Superior de Justicia de Extremadura (TSJEx) es el máximo órgano del poder judicial en la comunidad autónoma de Extremadura (España). Tiene su sede en Cáceres.

## Historia

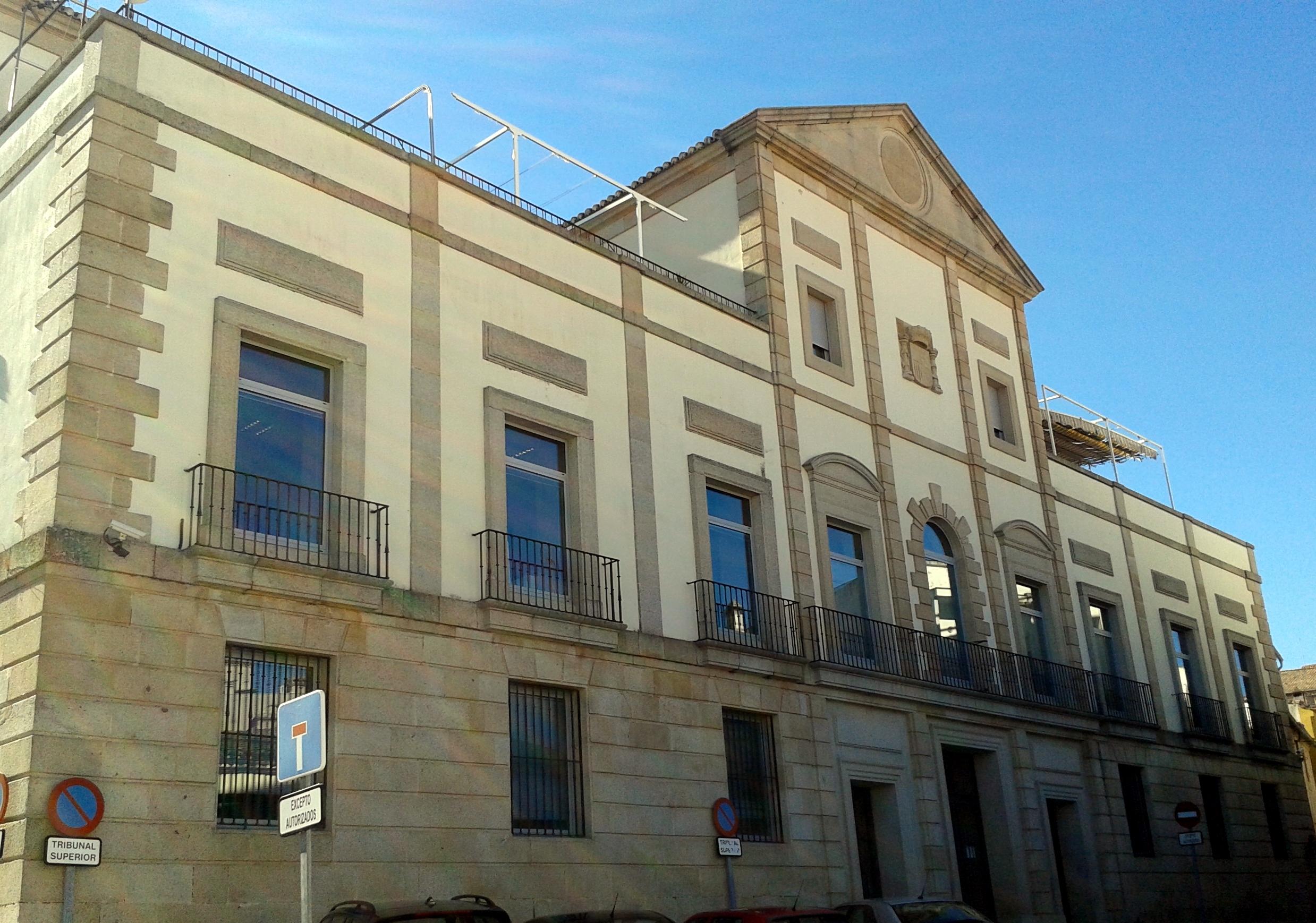
Fachada posterior del Tribunal Superior de Justicia de Extremadura

Por la Pragmática Sanción de 30 de mayo de 1790 se creaba en la ciudad de Cáceres la Real Audiencia de Extremadura, para cuya sede se reformó el Hospital de la Piedad edificado en el siglo XVII. A partir de 1834 pasa a denominarse Audiencia Territorial de Extremadura, hasta la creación en 1989 del Tribunal Superior de Justicia.

## Fuero de Baylío
Una de las particularidades que recoge el Estatuto de Autonomía extremeño en materia judicial, concretamente en el artículo 50. 2. b), es el recurso de casación y revisión relacionados con el Fuero de Baylío, una costumbre medieval referente al régimen económico matrimonial que se mantiene en pueblos de la provincia de Badajoz.

## Competencias
El Tribunal Superior de Justicia de Extremadura es el órgano jurisdiccional en que culmina la organización judicial en la Comunidad Autónoma de Extremadura y constituye la última
instancia jurisdiccional de los procesos y recursos tramitados en su ámbito territorial, sin perjuicio de las competencias del Tribunal Supremo de España.
También ejercerá las demás funciones que en materia de Derecho estatal establezca la Ley Orgánica 6/1985, de 1 de julio, del Poder Judicial.

## Regulación
El Estatuto de Autonomía de Extremadura reconoce sus funciones en su Título III, Del Poder Judicial en Extremadura, desarrollado en los artículos 49 al 52.

## Organización
El alto tribunal extremeño se divide en cuatro órganos:
- La Sala de Gobierno
- La Sala de lo Civil y Penal
- La Sala de lo Contencioso-Administrativo
- La Sala de lo Social

Además, también tiene su sede la Fiscalía de la Comunidad Autónoma de Extremadura, que desarrolla las funciones del ministerio público ante este tribunal.

## Sede
El Tribunal Superior de Justicia de Extremadura tiene su sede en el antiguo edificio de la Real Audiencia de Extremadura, situado en el barrio de Santiago de la ciudad de Cáceres.

## Presidencia
El Presidente del Tribunal Superior de Justicia de Extremadura representa ordinariamente el Poder Judicial en Extremadura. Es nombrado por el Rey de España, a propuesta del Consejo General del Poder Judicial, oído el Consejo de Justicia de Extremadura, y su nombramiento será publicado en el Diario Oficial de Extremadura. Su actual Presidenta es María Félix Tena Aragón.
La jefatura del Ministerio Fiscal ante este Tribunal está desempeñada por Francisco Javier Montero Juanes, que ostenta el cargo de Fiscal Superior de Extremadura